# Nepenthes kampotiana
Nepenthes kampotiana är en tvåhjärtbladig växtart som beskrevs av Paul Lecomte. Nepenthes kampotiana ingår i släktet Nepenthes och familjen Nepenthaceae. Inga underarter finns listade i Catalogue of Life.

## Bildgalleri

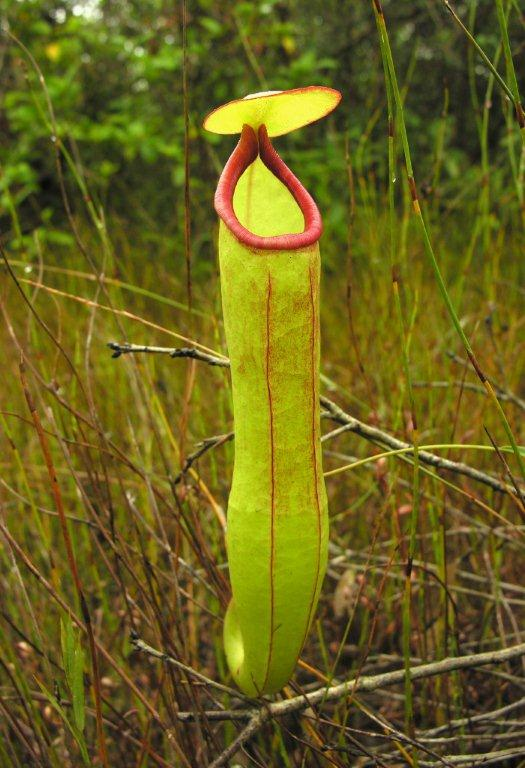